# サレンダー (チープ・トリックの曲)
「サレンダー」（Surrender）は、1978年6月にリリースされたチープ・トリックのシングル。Billboard Hot 100に入った初めてのチープ・トリックのシングルであり、最高順位は62位であった。 
『ローリング・ストーン』誌は、この曲を「1970年代ティーンの最高の賛歌」（the ultimate Seventies teen anthem）と評して「オールタイム・グレイテスト・ソング500」の471番目に選出した。2021年版では356位に選ばれている。
この曲は1976年から、チープ・トリックの他の多くの曲と同じように、リリースより先にコンサートで演奏されていた。
先行するシングル「Clock Strikes Ten」や「甘い罠」のように日本で成功し、1978年4月に東京の日本武道館で行われたチープ・トリックの著名なコンサート（『チープ・トリックat武道館』収録）へ道を開いた。
日本ではキャプテンストライダムにカバーされており、シングル「LONE STAR」に収録されている。

## チャート
| チャート (1978)                | 最高 順位 |
| ------------------------------ | --------- |
| オーストラリア (KMR)           | 32        |
| ベルギー (VRT Top 30 Flanders) | 5         |
| カナダ (RPM)                   | 79        |
| オランダ (Dutch Top 40)        | 12        |
| U.S. Billboard Hot 100         | 62        |
| U.S. Cash Box Top 100          | 83        |